# 吉野公佳
吉野 公佳（よしの きみか、1975年9月5日 - ）は、日本のグラビアアイドル・女優。
神奈川県小田原市出身。日出女子学園高等学校、富士短期大学卒業。

## 来歴
1989年、中学2年生の時にホリプロタレントスカウトキャラバンに応募、予選で落選したもののそこでホリ・エージェンシーにスカウトされ、ホリ・エージェンシーから本名の「吉野公佳」でデビュー、1992年ごろからグラビアに登場。1993年としまえんプールキャンペーンガール、1994年東洋紡水着キャンペーンガール、フジテレビビジュアルクイーンに選ばれるなど、身長168cm・スリーサイズB85W58H87（当時）のプロポーションでグラビアアイドルとしてブレイク。また『とんねるずのみなさんのおかげです』『スーパー競馬』（いずれもフジテレビ）などのTVバラエティー番組にも多数出演、人気を博した。
1995年には映画『エコエコアザラク』（佐藤嗣麻子監督、共演菅野美穂）に初主演しヒット。翌1996年続編『エコエコアザラクII』に主演と本格的な女優活動を開始。同年の映画『ACRI』（石井竜也監督、共演江口洋介・浅野忠信）ではヒロイン役を演じた。以降、ドラマ・映画・Vシネマで多くの作品に出演している。女優活動メインにしてからもグラビア系の活動は継続しており、2000年代に入ってからも写真集やイメージビデオをリリースしている。2008年10月リリースのアダルトイメージビデオ『インパクト』はアダルト向け作品として大きな話題を呼んだ。
1999年秋にホリ・エージェンシーからホリプロに移籍。2001年秋ドン・ハイに移籍し、芸名を吉野きみ佳に変更。その後2003年秋アグア、2006年春から2014年までロックライアード。(2004年冬頃から2007年春頃まで提携先BESIDE）、現在はセンシティブ・プロデュース。
芸名は吉野きみ佳の後、2003年春に吉野きみかとしたが、2005年秋吉野公佳に戻している。

## 人物
- 生まれは川崎市だが1歳で小田原に転居した[1]。
- 3人兄弟の長女。兄、妹がいるがどちらも一般人である[1]。
- 小学4年生から5年生まで小児喘息の治療のため国立病院機構東埼玉病院に入院、同病院に併設されている養護学校に通学していた[1]。

## 出演

### テレビドラマ
- ヘルプ! （1995年1月 - 3月、フジテレビ）白石ひかる役 *レギュラー出演
- ハートにS 第3回「わがまま姫」（1995年4月24日、フジテレビ）エリカ役
- しんドラ / 恋も料理もさじ加減 全4話（1995年5月9 - 30日、日本テレビ）玲奈役
- 世にも不幸な女たち「月に見放された女達」全3話（1995年9月、名古屋テレビ）*主演
- クリスマスキス〜イブに逢いましょう（1995年10月 - 12月、テレビ東京）河合幸美役 *レギュラー出演
- しんドラ / マドンナコップ 全4話（1996年4月3日 - 24日、日本テレビ）
- 杜の都恋物語〜あの光の中の君〜（1997年12月23日、東日本放送）北村久美子役
- はぐれ刑事純情派（テレビ朝日 / 東映）
  - 第11シリーズ第1話「幼児虐待の謎!?母の生還」（1998年6月10日）宏美役
  - 第13シリーズ第18話「代行殺人!?覗かれた女」（2000年8月2日）池田容子役
  - 第15シリーズ第22話「張込み」（2002年9月4日）江島恵子役
- デジドラ・ワンシーン（第3集） パン屋編（1998年6月21 - 27日、テレビ東京）
- 火曜サスペンス劇場 / 小京都ミステリー23 水郷柳川殺人事件（1998年8月25日、日本テレビ）樺島綾乃役
- 木曜ミステリー / 京都迷宮案内 第9話「美人秘書行方不明の謎!」（1999年3月11日、テレビ朝日）美濃部皐月役
- バースデイ〜こちら椿産婦人科〜 第2話「妊娠三カ月…病の父に捧げる涙の花嫁」（1999年10月27日、テレビ東京）
- 金曜エンタテイメント / 腕まくり看護婦物語10 〜婦長旋風編〜（2000年9月29日、フジテレビ）まどか役
- 金曜ナイトドラマ / 九龍で会いましょう 第1・2・3・6・11・12話（2002年4月12日 - 6月28日、テレビ朝日）冴草彩役 *レギュラー出演
- 探偵家族 第7話「連続通り魔恐怖!!主婦探偵監禁」（2002年8月31日、日本テレビ）西田サユリ役
- ダブルスコア 第9話「え!悦郎と実加が恋?そして真ノ介も?」（2002年12月3日、フジテレビ）倉沢良江役
- 土曜ワイド劇場 / おとり捜査官・北見志穂V「新宿袋詰め連続殺人!」（2002年12月7日、テレビ朝日）早瀬水樹役
- 女と愛とミステリー / パートタイム探偵1（2002年12月11日、テレビ東京/BSジャパン）豊見城真理役
- 金曜ナイトドラマ / スカイハイ 第一死 盗む女（2003年1月17日、テレビ朝日）関川法子役
- 月曜時代劇 / 八丁堀の七人（4） 第4話 狙われた同心!奉行所の中に犯人が（2003年1月27日、テレビ朝日）おせん役
- 木曜ドラマ / 動物のお医者さん 第1・2話（2003年4月17・24日、テレビ朝日）西根タカ役（回想シーン）
- 木曜ミステリー / おみやさん 第6話「消えた女子高生の謎?旧校舎取壊し殺人」（2003年5月22日、テレビ朝日）高田真理子役
- 金曜ナイトドラマ / 霊感バスガイド事件簿 第5話「亡霊の棲む病院」（2004年5月14日、テレビ朝日）上杉深雪役
- 金曜時代劇 / 慶次郎縁側日記 第1話「その夜の雪」・第3話「花嫁」（2004年8月27日・9月10日、NHK）おひさ役
- 相棒 season3 第9話「潜入捜査」（2005年1月5日、テレビ朝日）設楽聡子役
- 土曜ワイド劇場 / 棟居刑事の捜査ファイル（2005年1月29日、テレビ朝日）小島恵理役
- 金曜エンタテイメント / こちらお客様相談室 クレーム1!〜だんご殺人事件〜（2005年2月4日、フジテレビ）笹木舞子役
- 土曜ワイド劇場 / 鉄道捜査官・5「殺意の函館本線」（2005年6月4日、テレビ朝日）清水由香里役
- ナショナル劇場 / こちら本池上署・5 第2話「振り込め詐欺」（2005年6月20日、TBS）倉持真美役
- 火曜サスペンス劇場 / 警部補 佃次郎 第21話「妻の初恋」（2005年9月6日、日本テレビ）看護婦役
- 土曜ワイド劇場 / 法医学教室の事件ファイル22「指紋は二度嘘をつく!? 女医も鑑識官も知らない“柔らかい指の謎”」（2006年1月28日、テレビ朝日）久門奈緒子役
- 牙狼<GARO> 第23・24・25話（2006年3月17・24・31日、テレビ東京）ガルム役
- 木曜ドラマ / 7人の女弁護士 第6話 新宿No.1ホストの罠! 殺されたナースの謎（2006年5月18日、テレビ朝日）米倉里美役
- HERO 特別編（2006年7月3日、フジテレビ）秋月伶子役
- 月曜ゴールデン / 探偵 左文字進 第10作「悪魔と天使」（2006年7月10日、TBS）今村真帆役
- 半分の月がのぼる空 全13話（2006年10月2日 - 12月25日、テレビ東京）谷崎亜希子役 *レギュラー出演
- 木曜ドラマ / 嫌われ松子の一生 第7話「消せない過去」（2006年11月23日、TBS）永田仁美役
- 地獄少女 第4話「逢魔の砌」（2006年11月25日、日本テレビ）麻生マリン役
- 土曜ワイド劇場 / 弁天祐美子法律事務所「記憶を消された殺人被疑者!?」（2007年4月28日、テレビ朝日）中沢初美役
- 土曜ワイド劇場 / 温泉 (秘) 大作戦4「能登半島輪島を巡る究極のズワイガニと伝統の技・輪島塗の美に隠された連続殺人の謎!」（2007年7月21日、朝日放送）田村美由紀役
- 土曜ワイド劇場 / 変装捜査官・麻生ゆき「湯布院温泉、華やかな連続殺人」（2007年8月25日、テレビ朝日）直江静役
- 金曜時代劇 / 刺客請負人2 第4話「吉原悲恋 襲撃!東海道大名行列」（2008年8月8日、テレビ東京）桃花役
- 修羅雪姫 (2011年3月28日、BS-TBS) 鹿島雪役 *主演

### 映画・オリジナルビデオ
- 高校教師（1993年11月、東宝）
- 新・百合族 先生、キスしたことありますか?（1994年1月、にっかつビデオ）姫野晶子役
- エコエコアザラク WIZARD OF DARKNESS（1995年4月、ギャガ・コミュニケーションズ）黒井ミサ役 *主演
  - エコエコアザラクII BIRTH OF THE WIZARD（1996年4月）
- ACRI（1996年8月、東宝）藤沢亜久里役
- BAJA RUN/デス・ドライブ（1997年2月、BMGジャパン/テレビ東京/円谷映像）アサコ役
- OL忠臣蔵（1997年9月、松竹）香車銀子役
- アンラッキー・モンキー（1998年7月、松竹/松竹富士）吉田美紀役
- 極道恐怖大劇場 牛頭 GOZU（2003年7月、東映ビデオ）女尾崎役
- eiko〔エイコ〕（2004年2月、日本シムコ/東京テアトル）
- NIGHT LOVERS TOKYO NOIR トウキョーノワール（2004年9月、ケイエスエス/日本出版販売）ナオ役 *主演
- ゾンビ屋れい子 vol.3 狼の血族（2004年12月、エスエイチエンタテイメント/コム・アライアンス）女刑事役
- 新・影の軍団 第五章 服部半蔵VS陰陽師（2005年2月5日、シネマパラダイス）女陰陽師・香蘭役
  - 新・影の軍団 最終章 服部半蔵最期の戦い（2005年2月6日）
- ファンタスティポ（2005年2月、ジェイ・ストーム）鯉之堀かほり役
- MURAMASA ムラマサ（RIKIプロジェクト / 松竹）静雷役
  - 三の章 傀儡（2005年5月）
  - 四の章 鴉（2005年7月）
  - 五の章 沓黄泉（2005年11月）
  - 六の章 黄龍（2006年1月）
  - 妖刀ムラマサの怨念（2006年1月）
  - 七の章 大蛇（2006年4月）
  - 九の章 星黄泉（2006年8月）鬼灯役
  - 十の章 沓黄泉（2006年10月）鬼灯役
- 幻覚 GENKAKU（2005年6月、RIKIプロジェクト）貴美子役
- WARU ワル（2006年2月、GPミュージアムソフト）
- 恐怖依存症（2006年4月、NETCINEMA.TV ネット配信）白石有紀子・富士見淳子役
- Jump!（2007年8月、NETCINEMA.TV ネット配信）水口由香里役
- 逃亡くそたわけ（2007年10月、シネハウス）眼帯の女役
- 黒帯 KURO-OBI（2007年10月、クロックワークス）千代役
- 平成清水一家（2007年11月、GPミュージアムソフト）お蝶役
  - 平成清水一家 完結編（2007年12月）お蝶・小春役
- 茶々 天涯の貴妃（2007年12月、東映）おまあ役
- 恐怖（2010年7月、東京テアトル）久恵役
- 共振（2021年公開予定） - 狭山彩也加 役[2]

### テレビバラエティ・情報番組
- とんねるずのみなさんのおかげです （1994年1月27日・1995年3月23日、フジテレビ）
- オールスター水泳大会 25周年記念 同窓会スペシャル （1994年2月15日、フジテレビ）
- 超過激美女だらけのボウリングバトル（1994年3月31日）
- ゲッパチ!UN アワーありがとやんした!?（1994年9月12日、フジテレビ）
- ミッドナイト美女図鑑（1994年10月11日、TBS）
- 銀BURA天国（1994年10月25 - 29日、テレビ東京）
- 第28回初詣爆笑ヒットパレード（1995年1月1日、フジテレビ）
- とぶくすりZ（1995年2月6 - 10日、フジテレビ）
- ボイズンガルズ（1995年3月26日、朝日放送）
- スターどっきり（秘）報告 春の大爆笑超豪華版（1995年3月31日、フジテレビ）
- バラエティーざっくばらん（1995年4月 - 9月、NHK）計14回出演
- 夢がMORI MORI （1995年、フジテレビ）
- クイズ日本人の質問（1995年8月6日、NHK）
- ライオンのごきげんよう（1995年8月11・14・15日・1997年11月11日・1999年9月7 - 9日、フジテレビ）
- 旬の人旬の話（1995年9月3日、NHK総合）
- スーパー競馬（1995年9月10日 - 1996年12月22日、フジテレビ） *レギュラー出演
- 中央競馬ダイジェスト（95年9月 - 1996年12月、フジテレビ）*日曜日レギュラー出演
- THE夜もヒッパレ（1995年9月9日・16日、日本テレビ）
- UN FACTORY ソムリエ（1995年10月16 - 20日、フジテレビ）
- ペイジ・プラント来日前特番（1995年12月、日本テレビ）
- クイズ世界はSHOW by ショーバイ!!（1995年8月30日、12月20日、日本テレビ）
- 新春かくし芸大会（1996年1月1日、フジテレビ）
- 笑っていいとも!（1996年１月29日・1997年6月26日・10月2日・1998年3月19日・5月7日・7月9日、フジテレビ）
- 最大公約ショー（1996年2月15日・22日、毎日放送）
- 週刊スタミナ天国（1996年、フジテレビ）
- とんねるずのカバチ（1996年7月2日、TBS）
- さんまのまんま（1996年8月13日、関西テレビ）
- オールスター感謝祭（1996年10月5日、TBS)
- 桃かん（1996年 - 1997年、テレビ朝日）*レギュラー出演
- ウッチャンナンチャンのウリナリ!!（1997年5月23日、日本テレビ）
- 超アジア流（1997年5月26日、日本テレビ）
- 超次元タイムボンバー（1997年5月29日、テレビ朝日）
- 鶴瓶漂流記（1997年6月7日、フジテレビ）
- 進め!電波少年（1997年6月15日、日本テレビ）
- ダウンタウンDX（1997年6月19日、読売テレビ）
- ラ・ラ☆Kiss（1997年7月26日、テレビ朝日）
- デカメロン（1997年9月16日、TBS）
- 黄金ボキャブラ天国（1997年10月14日、フジテレビ）
- WIN（1997年、日本テレビ）
- メレンゲの気持ち（1997年12月6日、日本テレビ）
- テクノマエストロ（1998年、フジテレビ）
- モモの時間（1998年1月29日、東日本放送）
- 人気者でいこう!（1998年3月3日・1999年5月16日、朝日放送）アイドル玉子焼き選手権
- クイズ!紳助くん（1998年3月16日・1999年4月5日・12日、朝日放送）
- ウンナンの気分は上々。（1998年3月27日、TBS）
- とんねるずのみなさんのおかげでした（1998年 5月7日、フジテレビ）
- 地球に好奇心（1998年6月7日、NHK-BS2）
- とんねるずの生でダラダラいかせて!!（1998年6月24日、日本テレビ）
- HAMASHO（1998年7月17日、読売テレビ）
- たけしの誰でもピカソ「世紀末ホラーアートの恐怖」（1998年8月21日、テレビ東京）
- JAPAN BOYS（1998年10月10日、関西テレビ）
- SMAP×SMAP（1998年12月7日、関西テレビ・フジテレビ）
- ウッチャンナンチャンの炎のチャレンジャー（1999年7月6日、テレビ朝日）
- 爆笑問題のＮＹを食い尽くせ！（1999年8月、日本テレビ）
- ピュアピュア（1999年12月5日、テレビ朝日）
- SmaSTATION!!春のベラベラ祭り!!（2002年4月14日、テレビ朝日）九龍で会いましょう番宣
- 世界のマーケット「プラハ」（2002年11月23日、NHK）
- クイズ!紳助くん（2002年11月25日・12月2日、朝日放送）
- Do N-Live!（2004年7月8日、BSデジタル・メガポート放送900ch）
- 銀玉王（2005年11月17日、サンテレビ）
- スロットハンター（2005年11月26日、テレビ愛知）
- ゴールデンスロット（2006年1月14日・3月11日、テレビ埼玉）
- 芸能人パチンコバトル P・リーグ（2006年2月13日・3月1日、テレビ愛知）
- バラエティー生活笑百科（2006年3月25日、NHK）
- セクシーパチンカー LOVE WING（2006年4月21日、三重テレビ）
- 朝だ!生です旅サラダ（2008年7月5日・12日・19日・26日・2009年3月14日・2010年8月28日、朝日放送）海外マンスリーゲスト

### 舞台
- 鏡（2000年1月27日 - 2月2日、東京グローブ座）
- デジャ・ヴュ01〜伊集院警部補の憂鬱〜（2001年4月6日 - 22日、新宿紀伊國屋ホール / 4月29日 - 5月1日大阪近鉄劇場 ）朝倉マミ役
- センゴクプー（2003年4月11日 - 27日、東京グローブ座 / 5月4日 - 11日、大阪近鉄劇場）雪那役

### ゲーム・パチンコ
- ザ・オーディション（1995年）
- エコエコアザラク（1995年12月、プレイステーションソフト、ポリグラム）
- エンジェルパラダイスVol.2 吉野公佳 いっしょにい・た・い in Hawaii（1996年9月、セガサターンソフト、サミー工業）
- CR修羅雪姫（2011年3月、平和） 鹿島雪役 *主演

### CM・キャンペーン
- 山之内製薬「ハーブキャンディ」（1992年）
- としまえんプール・キャンペーンガール（1993年）
- 資生堂 企業広告・ポスター（1993年）
- 東洋紡サマーキャンペーンガール（1994年）
- フジテレビビジュアルクイーン（1994年）
- UHA味覚糖「カロリーひかえ飴」「おさつどきっ」（1994年 - 1997年）
- サッポロビール「春がきた」イメージキャラクター（1996年）
- ライオン「フリー&フリー」「フリー&フリー・ライト」（1996年 - 1997年）
- 伊藤忠商事「父の日」広告 （日本経済新聞夕刊、1997年5月31日）

### その他
- それいけ!アンパンマン 空とぶ絵本とガラスの靴（1996年7月、松竹富士 声の出演） - カボちゃん/シンデレラ 役
- DoCoMo SOUND PORT（1999年10月 - 2001年9月、FMヨコハマ）パーソナリティー
- SEX MACHINEGUNSシングル「サスペンス劇場」プロモーションビデオ、ジャケット（2005年2月）
- Microsoftそろそろ2台目PCキャンペーン お父さん必見!ムービー講座（2005年）

## 作品

### 写真集

#### ソロ写真集
- クリスタル・ブルーの輝き（1994年2月、音楽専科社、山岸伸撮影）
- Nifty（1994年11月、ワニブックス、斉藤清貴撮影）
- KIMIKA もう。（1996年7月、スコラ、宮澤正明撮影）
- PARADOX「私」という他人（1996年10月、シンコーミュージック、Naka撮影）
- Rouge（2000年12月、ハウスバンク/バウハウス、堤あおい撮影）
- Sexy Venus Monthly 美H女神（2004年8月、日本出版社、井ノ元浩二撮影）
- Toイキ（2006年2月、彩文館出版、野川イサム撮影）
- Mother Earth（2008年11月、ヴィジュアルハウス/三空出版、堤あおい撮影）

#### オムニバス
- SUPER IDOL SELECTION -DREAMING 夢で逢えたら-（1994年7月、集英社、斉藤清貴撮影）
- エコエコアザラク写真集（1996年4月、朝日ソノラマ） - 菅野美穂と
- 東京密会（1997年1月、小学館、篠山紀信撮影）

#### 電子写真集
- 幻祭夢話 -MYSTERIOUS TRAVELER-（1995年5月、日本コダック） - 冊子付きフォトCD
- PHOTOFLOPPS Vol.2 KIMIKA YOSHINO（1995年10月、DOME） - フロッピーディスク収録の水着写真集

### イメージビデオ

#### VHS
- VIDEO MAGAZINE Beppin vol33 (1992年11月、英知出版) オムニバス
- シャ・ラ・ラ（1994年5月、芳友舎）
- Mermaid（1994年7月、ポニーキャニオン）

#### DVD
- SexyVenus ～美H女神～ SUPER PREMIUM（2004年7月、ラブロス）
- 序章（2005年9月、イーネット・フロンティア）
- The Sexy collection（2006年3月、ローランズ・フィルム/ライブドア）

### アダルトイメージビデオ/アダルト動画

#### DVD
- インパクト（2008年10月、MUTEKI)

#### 配信動画
- M（2014年11月、DRP/アボッド）主演 MIDORI 役